# Yuksek
Yuksek, cuyo verdadero nombre es Pierre-Alexandre Busson (nacido en 1977, en Reims, Francia) es un músico y productor, remixer y DJ de música electrónica. Su álbum de debut, 'Away From The Sea' fue publicado el 9 de febrero de 2009. El primer sencillo del álbum, fue "Tonight", incluida más tarde en una campaña publicitaria para el 200.º aniversario de la marca Peugeot. Reconocido en el panorama de la música electrónica francesa como Daft Punk o Justice.

## Discografía

### Álbumes
- Away from the Sea (2009)
- Living On The Edge Of Time (2011)
- Nous Horizon (2017)
- Nosso Ritmo (2020)

### EP y sencillos
2005 - The Wax EP (Rise Recordings)
Lado A
A – The Wax
Lado B
B1 – Crosswords
B2 – Gresco
2006 - Everywhere In Town EP (I'm a Cliché)
Lado A
A1 – Amerik (4:22)
A2 – Everywhere In Town (5:25)
Lado B
B – Everywhere In Town (Cosmo Vitelli Remix) (7:12)
2006 - Plastik EP (Relish Records)
Face A
A – Sorry (4:52)
Lado B
B – Plastik (5:00)
2007 - Composer EP (Relish Records)
Lado A
A1 – Composer (5:56)
A2 – Composer (Surkin Remix) (4:26)
Lado B
B1 – Little Dirty Trip (4:28)
B2 – Little Dirty Trip (Vicarious Bliss Remix)(6:59)
2007 - It Comes EP (UWe)
Lado A
A1 – Kontraul (5:30)
A2 – Contact (3:27)
Lado B
B1 – It Comes (3:44)
B2 – It Comes (Extended)(4:50)
2008 - Tonight Ep (UWe) Famosa por el anuncio de Peugeot.
Lado A
A – Tonight (4:15)
Lado B
B1 – I Like To Play (5:25)
B2 – Deladeu 2 (4:46)
2009 - Extraball EP featuring Amanda Blank, April 2009 (Has Been / Sound of Barclay)
Lado A
A1 – Extraball (Extended Version) (4:15)
A2 – Extraball (Burns Remix) (5:59)
A3 – Extraball (Pilooski Remix) (5:01)
Lado B
B1 – Extraball (Breakbot Remix)
B2 – Dat's Right
B3 – Extraball (The Shoes cover)
2011 - On A Train EP (Savoir Faire/ Sound Of Barclay)
Lado A
A1 – On A Train (4:02)
A2 – Dead Or Alive (5:08)
Lado B
B1 – Mister Dangerous (5:23)
B2 – On A Train (Alb Cover) (3:34)
Extra
On A Train (Gucci Vump remix) (5:38)
On A Train (The Magician remix) (4:43)

### Peter and The Magician
Desde 2011, Yuksek colaboró con el productor belga Stephane Fassano (exintegrante de la agrupación Aeroplane), conocido como The Magician bajo el nombre Peter And The Magician.
En junio de 2011, lanzaron un EP llamado "Twist" por el sello Kitsuné. Contiene tres tracks:
Twist, La Fiorentina y Love In Rimini.

### The Krays
The Krays es un proyecto musical entre Yuksek y Brodinski. Su primer EP titulado “We're Ready When You Are” fue lanzado el 17 de mayo de 2010 por Abracada Records.

### Remixes
2003:
- Klanguage – Happy Feet
- The Film – Can U Trust Me?

2004:
- Zimpala – Can't Fall Asleep

2005:
- Alb – CV 209 (Rise)

2006:
- Franz & Shape Feat. Dirk Da Davo - Maximum Joy
- Brice Lee - Spam
- Klanguage – All This Time (Yuksek Vs. Invaders Remix)

2007:
- Teenage Bad Girl – Hands of a Stranger (Citizen)
- Siriusmo – All the girls get down (Xploited)
- Das Pop – Fool for love (Prestel)
- Shitdisco – OK (Fierce panda)
- Zombie Nation – Peace & Greed (UKW)
- Chromeo – Bonafied Lovin' (Backyard)
- Naive New Beaters – BangBang (NNB)
- Birdy Nam Nam – Trans Boulogne Express (UWE)
- Mika – Lollipop (Barclay/Universal)
- Naast – Mauvais Garçon (Source etc)
- Adam Kesher – Feel You In My Arm (Disque primeur)
- Kap10kurt – Danger Seekers (Rolf Honey Remix by Rolf Z & Yuksek)
- Detect – Dance Division (Mental Groove)

2008:
- Alphabeat – 10,000 Nights (Brodinski & Yuksek Remix)
- Klaxons - Atlantis To Interzone (Brodinski & Yuksek remix)
- The Subs - Papillon (Brodinski & Yuksek remix)
- Ghostface Killah – Charlie Brown (Scion)
- DJ Mehdi - Pocket Piano
- M83 – Graveyard Girl (M83/Virgin)
- Alb – Daveg (Rise)
- Primary 1 – Hold me down (Phantasy sound)
- Siriusmo – Wow
- Tommy Sparks – I'm a rope (Electric Eyeball)
- The Shoes – Keep That Control
- Tahiti 80 – All around (Barclay/Universal)
- Tiga - Sunglasses At Night (Brodinski & Yuksek remix)
- Plugs – That Number (PeopleinTheSky)
- The Teenagers - Homecoming (Brodinski & Yuksek remix)
- Van She – Strangers (Modular)
- Kaiser Chiefs – Never miss a beat (Universal)

2009:
- Saihuun – Break Your Name
- Jokers Of The Scene – Acidrod (Brodinski "Acidbrod" Remix)
- Lady Gaga – Paparazzi (Polydor)
- White Lies – Farewell To The Fairground
- Phoenix – Lisztomania (Kitsuné)
- Peaches - Lose You (The Krays aka Brodinski & Yuksek remix)
- AutoKratz - Always More (Kitsuné)
- Booba – Salade, Tomates, Oignons (Barclay)
- Gossip – Heavy Cross (Columbia)
- Moby – Mistake (Little Idiot)
- The Prodigy – Invaders Must Die (Take Me To The Hospital)
- Amanda Blank - Shame On Me
- Rolf Honey – Blast Up (Yuksek Edit)
- U-God – Dopium (Babygrande)
- Bot'Ox – Rue de l'Arsenal
- Yuksek - Tonight (The Krays aka Brodinski & Yuksek remix)
- Bitchee Bitchee Ya Ya Ya - Fuck Friend (Brodinski & Yuksek remix) (Kitsune)
- Ebony Bones - The Muzik (The Krays aka Brodinski & Yuksek remix)

2010:
- Gorillaz – Stylo (Virgin)
- Oh Land – Sun Of A Gun
- Anything Maria – Cook Him Up
- Aeroplane - Superstar (The Krays aka Brodinski & Yuksek remix)
- Robyn - Indestructible (The Krays aka Brodinski & Yuksek remix)

2011:
- Fenech-Soler – Demons
- Vandroid – Master & Slave
- Noah and the Whale - Life Is Life (Young and Lost Club/Mercury/Co-Op)
- Katy Perry – Peacock